# 1er régiment de fusiliers du Venezuela
Le 1er régiment de fusiliers du Venezuela (espagnol : 1.er Regimiento de Rifles de Venezuela) était un régiment composé d'Irlandais qui prit part à la guerre d'indépendance du Venezuela. Commandé par le colonel Donald Campbell, un protestant écossais. L'unité de fusiliers fut créée le 13 août 1818 avec les fusiliers britanniques (''British Riflemen'') sous le commandement du colonel Robert Piggot, survivants de la bataille de La Puerta (1818). Appelés auparavant le Bataillon de Ligne ou Fusiliers de la Garde d'Honneur. Son noyau fut recruté parmi les Britanniques et ses rangs furent complétés par des créoles et des natifs des Caraïbes. Plus tard, l'unité participa à des actions qui comprenaient des expéditions à travers les Llanos et les Andes ainsi qu'à la campagne de Boyacá en 1819. Il combattit jusqu'en 1824, lors de la bataille d'Ayacucho, sauvant avec son sacrifice l'armée de Sucre, piégée dans les gorges de Corpahuaico, quelques jours auparavant. 